# Rogownica drobnokwiatowa
Rogownica drobnokwiatowa (Cerastium brachypetalum Pers.) – gatunek rośliny należący do rodziny goździkowatych (Caryophyllaceae).

## Rozmieszczenie geograficzne
Zwarty zasięg występowania obejmuje Europę; ponadto rośnie w południowo-zachodniej Azji, północnej Afryce i Ameryce Północnej. W Polsce jest gatunkiem bardzo rzadkim; rośnie tylko na Wyżynie Krakowsko-Częstochowskiej.

## Morfologia

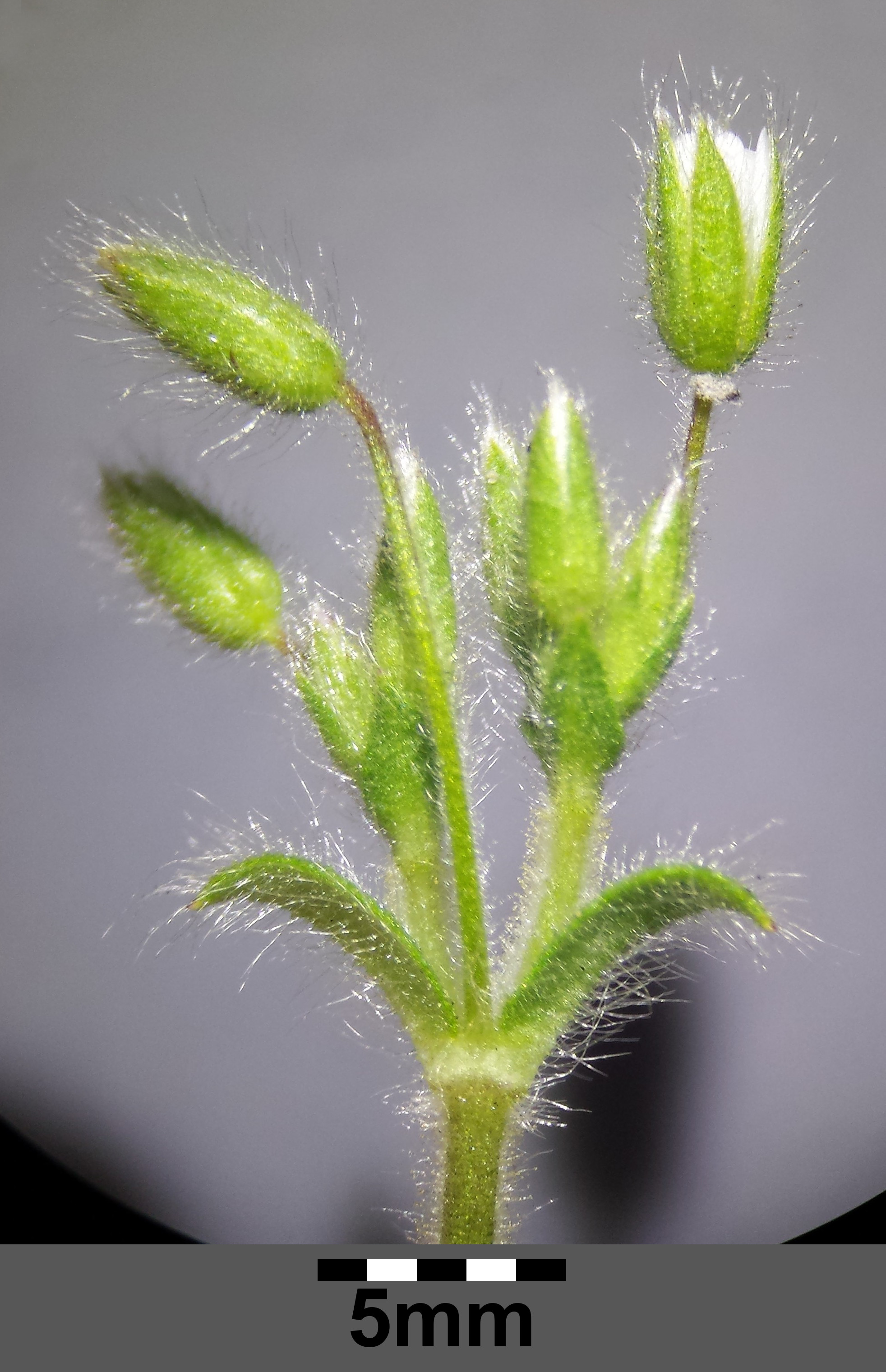
Kwiatostan

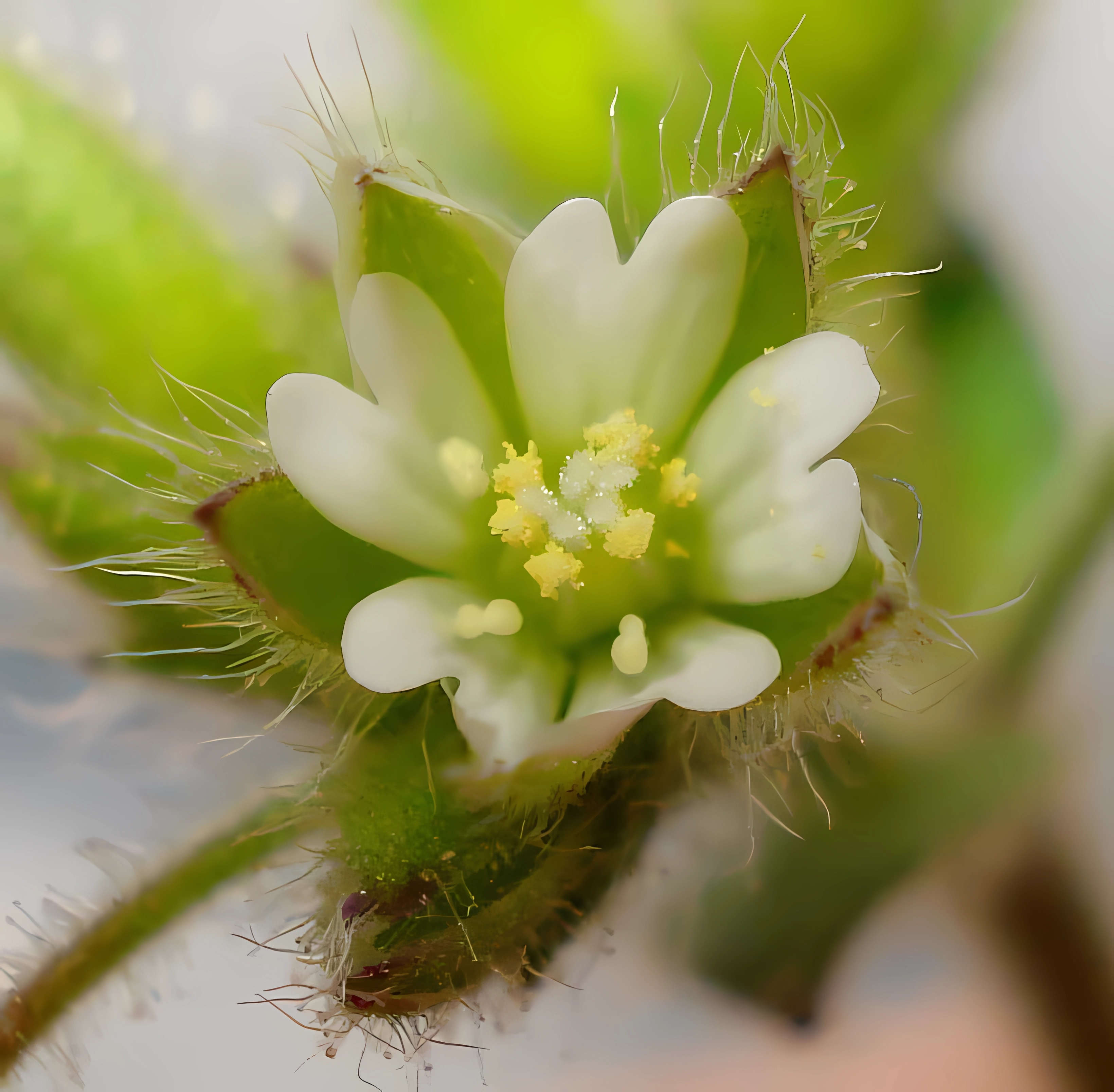
Kwiat

ŁodygaPokryta odstającymi włosami.
LiścieWydłużone, jajowate, długości 1–2 cm.
KwiatyBiałe, zebrane w luźny kwiatostan. Podsadki zielone, owłosione. Płatki nie dłuższe od działek. Działki owłosione na końcach. Paznokieć owłosiony u nasady. Szypułki w czasie owocowania kilka razy dłuższe od kielicha. Nitki pręcików owłosione. Szyjek słupka 5.

## Biologia i ekologia
Roślina dwuletnia. Kwitnie od kwietnia do czerwca. Gatunek charakterystyczny muraw kserotermicznych z klasy Festuco-Brometea. Liczba chromosomów 2n = 72, 88, 90.

## Zmienność
Gatunek zróżnicowany na kilka podgatunków:
- Cerastium brachypetalum subsp. atheniense (Lonsing) P.D.Sell & Whitehead
- Cerastium brachypetalum subsp. corcyrense (Möschl) P.D.Sell & Whitehead
- Cerastium brachypetalum subsp. doerfleri (Halácsy ex Hayek) P.D.Sell & Whitehead
- Cerastium brachypetalum subsp. pindigenum (Lonsing) P.D.Sell & Whitehead
- Cerastium brachypetalum subsp. roeseri (Boiss. & Heldr.) Nyman
- Cerastium brachypetalum subsp. tauricum (Spreng.) Murb.
- Cerastium brachypetalum subsp. tenoreanum (Ser.) Soó

## Zagrożenia i ochrona
Roślina umieszczona na Czerwonej liście roślin i grzybów Polski (2006) w grupie gatunków wymierających, krytycznie zagrożonych (kategoria zagrożenia E). W wydaniu z 2016 roku otrzymała kategorię CR (krytycznie zagrożony).